# Hollywood Death Star
Hollywood Death Star è il tredicesimo, nonché ultimo, album in studio del gruppo musicale statunitense Blood on the Dance Floor, pubblicato il 5 settembre 2019 dalla Dark Fantasy Records.

## Descrizione
Hollywood Death Star, vede la partecipazione solamente di Dahvie Vanity. Difatti il gruppo si divise e Vanity decise di portare avanti in solitaria l'ultimo album. Tuttavia Vanity ha attualmente deciso di concentrarsi sul suo progetto da solista sotto lo pseudonimo Kawaii Monster.

## Promozione
In promozione all'album sono stati pubblicati 6 singoli: Best of Me, Evolve, Hoping For the Impossible, My Mind is on the Edge, Sex Rx e Sweet Like Popsicles.

## Tracce
1. Curse Like Medusa – 3:38 – (feat Voxout)
2. Best of Me – 3:21
3. Hoping for the Impossible – 3:49
4. Evolve – 3:43
5. My Mind Is on the Edge – 3:49
6. Sex Rx – 3:46
7. Oh What a Pity! – 3:37
8. Eat You Alive – 3:51
9. Hysteria – 3:41
10. Sweet Like Popsicles – 3:35
11. Best of Me (Unplugged) – 4:26
12. Scream Queen – 3:51
13. This Is the End – 4:05

## Divieti
Hollywood Death Star è il primo album pubblicato dopo che la band è stata censurata su Spotify.